# Hans Brachrogge
Hans Brachrogge, född omkring 1590, död omkring 1638, var en sångare och musiker som var i den danske kungen Kristian IV:s tjänst.
Brachrogge blev tidigt antagen som "sångarpojke" i kungens kapell och fick utbilda sig för kunglig räkning i utlandet, dels i Venedig 1602–04 under Giovanni Gabrieli, dels i England 1611–14 och senare åter i Italien. Han utgav en samling Madrigaletti a III voci (Köpenhamn 1619), som – såvitt Brachrogge var av dansk härkomst – kan anses vara en av de första danska originalkompositionerna av världslig art, som utkom i tryck. År 1621 fick han ett vikariat i Roskilde. Han förekommer sista gången i räkenskaperna 1635.